# Valerij Michajlovksij
Valerij Icaevič Michajlovksij (in russo Валерий Исаевич Михайловский?; Mosca, 16 novembre 1937) è un regista sovietico.

## Filmografia parziale

### Regista
- Po dannym ugolovnogo rozyska... (1979)
- Tajnaja progulka (1985)